# Cursus publicus

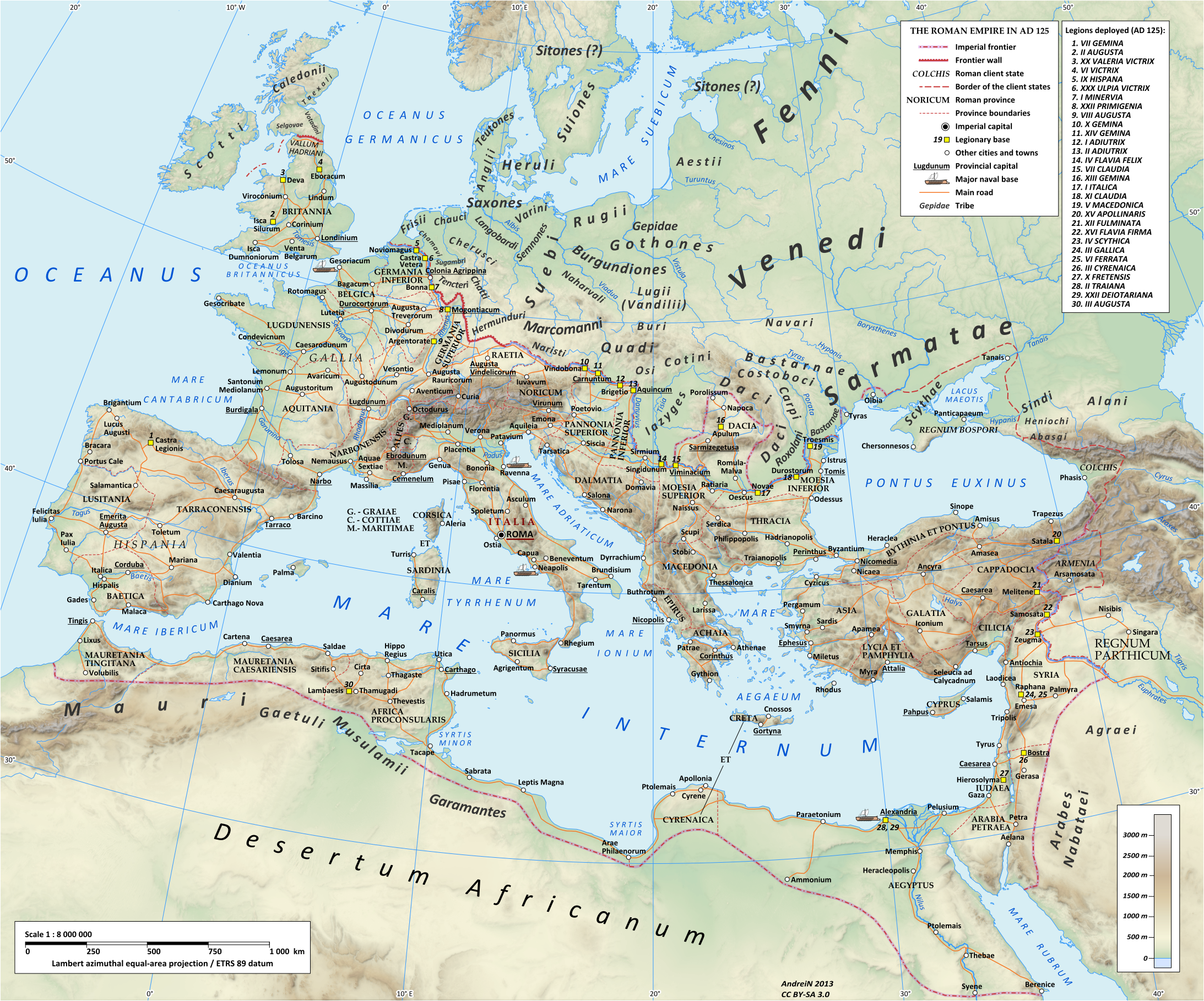
Rețeaua rutieră în anul 125.

Cursus publicus, uneori denumit vehiculatio, era serviciul poștal imperial roman, care asigura schimburile oficiale și administrative în Imperiul Roman. Rețeaua sa este cunoscută până în zilele noastre prin Tabula Peutingeriana.

## Istoric
Organizarea acestui serviciu a început sub Augustus:
„Pentru a putea fi anunțat și a i se face cunoscut cu ușurință și mai repede ceea ce se petrecea în fiecare provincie, a plasat din distanță în distanță pe drumurile strategice, mai întâi tineri la intervale scurte, apoi căruțe. Al doilea procedeu i-a părut mai practic, întrucât același purtător de corespondență făcând întreaga călătorie putea fi întrebat în caz de nevoie. ”—Suetoniu, Viața celor doisprezece Cezari, Augustus XLIX